# Sant'Anna di Campore
Sant'Anna di Campore o semplicemente Campore è una frazione di Cuorgnè con 60 abitanti (Provincia di Torino, Piemonte).

## Storia
La località era un tempo detta Canava, e pare che da questo nome derivi quello di Canavese.

## Monumenti e luoghi d'interesse
L'omonima chiesetta di Sant'Anna è citata da Goffredo Casalis nel suo Dizionario geografico storico-statistico-commerciale degli Stati di S. M. il Re di Sardegna.
Nel libro di Silvino Gonzato "La tempestosa vita di capitan Salgari" si racconta che negli anni torinesi, Emilio Salgari abbia preso in affitto una stanza a Campore e da lui stesso affrescata con motivi malesi, posta alla fine di un pendio di una verde collina, tale fabbricato ancora presente è individuato in un rustico in località Verneto 7, costruito nel 1895. Nello specifico gli affreschi erano presenti nella stanza Nord del secondo piano e nella cantina.
Da tale fabbricato guardando verso Nord è possibile ammirare la Quinzeina, di cui Salgari racconta:
"Ero ritornato da una gita intrapresa col signor Logrand sulla Quinsegna, una delle più alte montagne del Canavese, la cui vetta sorpassa i duemiladuecento metri e dove, di lassù, si può spaziare lo sguardo su quasi tutto il Piemonte e sulla gigantesca catena delle Alpi occidentali.
Sfinito da una marcia di nove ore, attraverso a burroni ripidissimi, fra gole profonde, su per rupi dove bisogna arrampicarsi come i gatti, poiché nemmeno le più agili capre sarebbero state capaci di superarle, anelavo di trovarmi a Cuorgnè e di riposarmi."

## Infrastrutture e trasporti
Campore è direttamente collegata a Torino grazie alla [[stazione ferroviaria|Stazione di Campore]] sulla Ferrovia Canavesana.